# دنی شیتو
دنی شیتو (انگلیسی: Danny Shittu؛ زادهٔ ۲ سپتامبر ۱۹۸۰) یک بازیکن فوتبال اهل نیجریه است.
وی همچنین در تیم‌های ملی فوتبال نیجریه نیجر بازی کرده‌است.